# Сланці (місто)
Сла́нці (рос. Сланцы) — місто Ленінградської області Росії. Адміністративний центр Сланцевського району і Сланцевського міського поселення.
Населення — 33 485 осіб (2010 рік).

## Уродженці
- Михальчик Юлія Сергіївна (нар. 1985) — російська поп-співачка, композиторка і авторка пісень.